# نادي أونترهاخينغ
نادي أونترهاخينغ للألعاب الرياضية (بالألمانية: Spielvereinigung Unterhaching) هو فريق كرة قدم من بلدة أونترهاخينغ في ألمانيا، أُسس بتاريخ 1925، يلعب في الدوري الألماني الدرجة الثالثة، في Sportpark Unterhaching ‏، يدرب النادي هايكو هيرليتش.

## وصلات خارجية
- الموقع الرسمي
- صفحة بيانات نادي أونترهاخينغ على موقع كووورة، تاريخ الوصول: 23 سبتمبر 2018.